# Altenriet
Altenriet è un comune tedesco di 1 855 abitanti, situato nel land del Baden-Württemberg.